# BP (firma)
BP, dříve také British Petroleum, je britská energetická společnost zaměřující se hlavně na ropné produkty, zemní plyn a v poslední době i na fotovoltaiku. Základní složení tvoří pět společností – BP, Amoco, ARCO, Castrol a Aral. Sídlo této společnosti je v Londýně.
Společnost vznikla v roce 1909 jako Anglo-Persian Oil Company a v roce 1954 byla přejmenována na The British Petroleum Company. V roce 1998 se sloučila se společností Amoco, což byla do té doby největší průmyslová akvizice vůbec. BP je v současnosti čtvrtou největší společností na světě dle příjmů a známosti a třetí největší v sektoru energetických firem.
V roce 2010 se v Mexickém zálivu odehrála havárie plošiny Deepwater Horizon patřící koncernu BP. Nadále firma prodává aktiva v hodnotě 119 miliard korun.

V roce 2020 BP poprvé ve své historii snížil dividendu. Tentýž rok vykázal největší ztrátu.

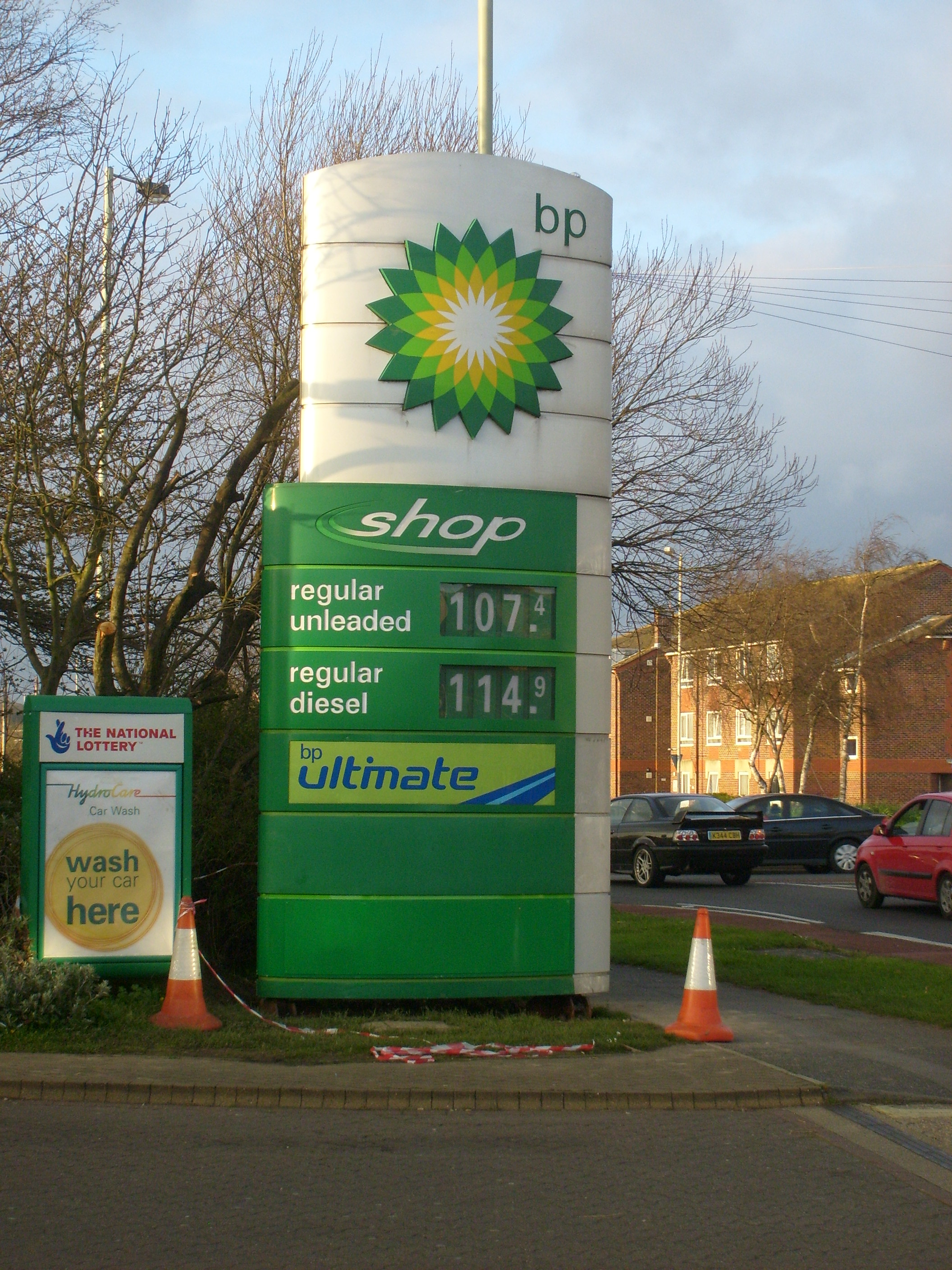
Poutač na benzínovou stanici firmy BP

V reakci na ruskou invazi na Ukrajinu oznámila firma BP koncem února 2022, že se zbaví svého téměř pětinového podílu v ruské ropné společnosti Rosněfť, což si má vyžádat náklady až 25 miliard dolarů. Firma také oznámila, že její zástupci Bernard Looney a Bob Dudley odstoupili ze správní rady Rosněfti.

Podle výzkumu Climate Accountability Institute je to společnost se šestým největším příspěvkem znečištění oxidem uhličitým na světě (34,02 mld. tun CO2 vypuštěného do atmosféry od roku 1965).